# Marpent
 Marpent  là một xã ở tỉnh Nord ở miền bắc nước Pháp. Xã này có diện tích 4,83 km², dân số năm 1999 là 2649 người. Xã nằm ở khu vực có độ cao trung bình 124 mét trên mực nước biển. 